# 雷塔縣
雷塔縣（英語：Latah County，/ˈleɪtə/）是美国爱达荷州西北部的一個縣，西鄰华盛顿州，面積2,789平方公里。根據2020年美國人口普查，共有人口39,517人。縣治莫斯科（Moscow）。該縣成立於1888年5月14日，縣名來自雷塔溪（哥倫比亞河的支流）。